# Clan Karaevli
 (août 2024).
 (avril 2025).
Si vous disposez d'ouvrages ou d'articles de référence ou si vous connaissez des sites web de qualité traitant du thème abordé ici, merci de compléter l'article en donnant les références utiles à sa vérifiabilité et en les liant à la section « Notes et références ».

Timbre Karaevli

La tribu Karaevli est l'une des 24 tribus des Oghuzs selon l'épopée Oghuz Khagan, et la douzième des vingt-deux tribus Oghuz du Divan-ı Lügati't-Türk selon Mahmud de Kashgar ; Ce sont des « Karabölük ». Ses documents sont les suivants :[] Il est d'une tribu oghuzs. Il est admis que ces tribus sont les descendants de Gün Han, fils d'Oğuz Kağan, de la branche Bozoklar (branche droite).
Le mot « Karabölük » était utilisé dans le sens de tente noire (En turc : KARA) qui veut dire noire.

## Source
1.Atalay, Besim (2006). Divanü Lügati't - Türk. Ankara:Imprimerie de la Société historique turque .  (ISBN 9751604052), Tome I, page 57